# Altschwendt
Altschwendt ist eine kleine Gemeinde in Oberösterreich im Bezirk Schärding im Innviertel mit 722 Einwohnern (Stand 1. Jänner 2024). Die Gemeinde liegt im Gerichtsbezirk Schärding.

## Geografie
Altschwendt liegt auf 432 m Höhe im Innviertel. Die Ausdehnung beträgt von Nord nach Süd 6,5 km, von West nach Ost 4 km. Die Gesamtfläche beträgt 12,7 km². 12,6 % der Fläche sind bewaldet, 79,5 % der Fläche sind landwirtschaftlich genutzt.

### Gemeindegliederung
Das Gemeindegebiet umfasst folgende 10 Ortschaften (in Klammern Einwohnerzahl Stand 1. Jänner 2024):
- Altenseng (14)
- Altschwendt (376) samt Paus-Siedlung
- Danrath (23)
- Fasthub (47)
- Hausmanning (37)
- Putzenbach (24)
- Rien (31)
- Rödham (107) samt Einbach, Oberrödham, Roisenedt, Unterrödham und Weißenböck-Siedlung
- Urleinsberg (30) samt  Unterurleinsberg
- Wohlmarch (33)

Die Gemeinde besteht aus den Katastralgemeinden Altschwendt und Oberrödham.

### Nachbargemeinden
| Raab             | St. Willibald                               |                               |
| Zell an der Pram | Kompassrose, die auf Nachbargemeinden zeigt | Peuerbach (Bez. Grieskirchen) |
|                  | Kallham (Bez. Grieskirchen)                 |                               |

## Geschichte
Seit Gründung des Herzogtums Bayern war der Ort bis 1779 bayrisch und kam nach dem Frieden von Teschen mit dem Innviertel (damals Innbaiern) zu Österreich. Während der Napoleonischen Kriege wieder kurz bayrisch, gehört er seit 1814 endgültig zu Oberösterreich. Nach dem Anschluss Österreichs an das Deutsche Reich am 13. März 1938 gehörte der Ort zum Gau Oberdonau. Nach 1945 erfolgte die Wiederherstellung Oberösterreichs.
Bis Ende 2002 gehörte die Gemeinde zum Gerichtsbezirk Raab, nach dessen Auflösung wurde sie dem Gerichtsbezirk Schärding zugewiesen.

### Einwohnerentwicklung
1991 hatte die Gemeinde laut Volkszählung 687 Einwohner, 2001 dann 678 Einwohner. Seit 2011 steigt die Bevölkerungszahl wieder an.

## Kultur und Sehenswürdigkeiten
- Hager Burgstall

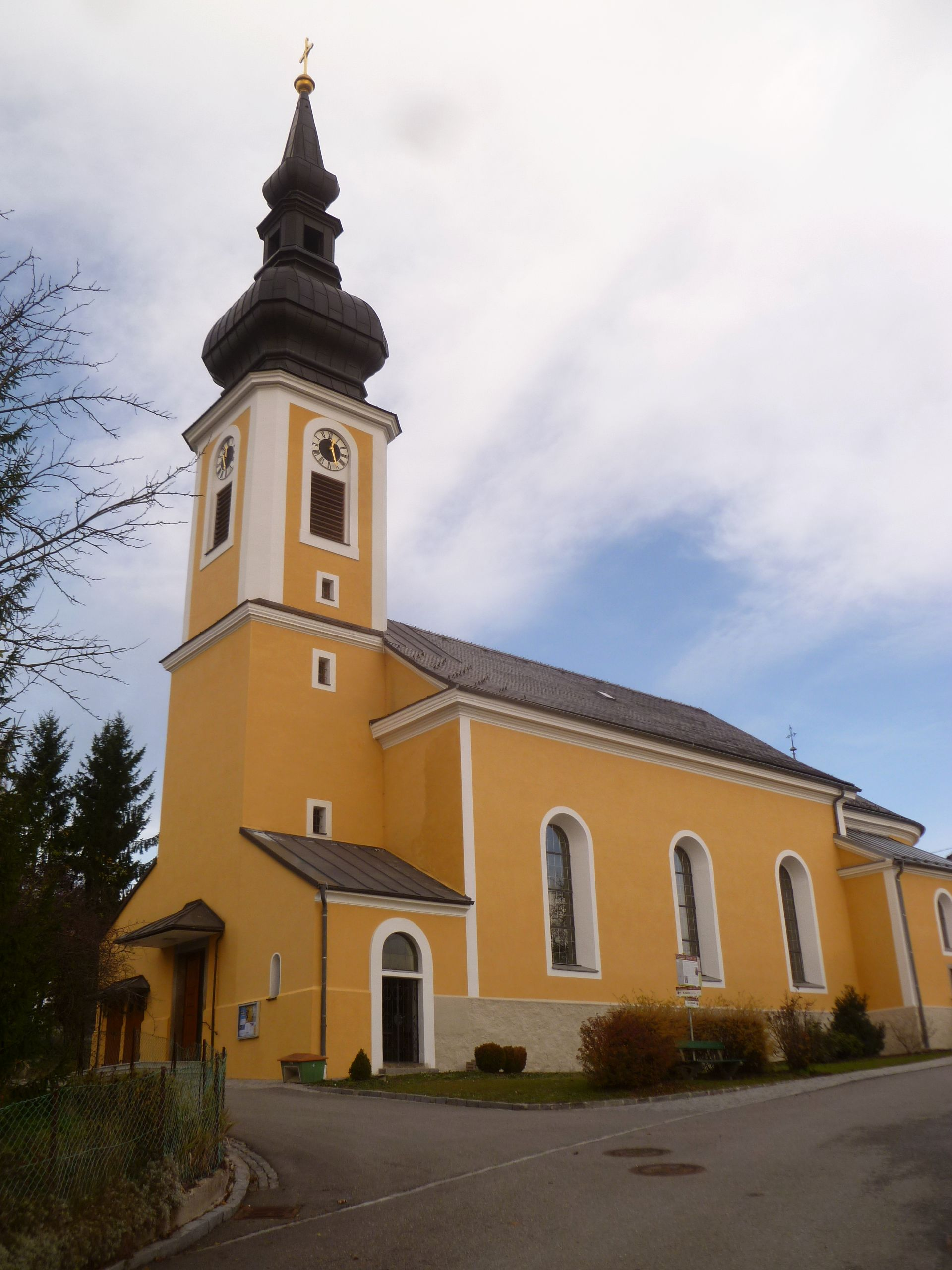
Pfarrkirche Altschwendt

- Katholische Pfarrkirche Altschwendt hl. Maximilian

## Wirtschaft und Infrastruktur
Altschwendt verfügt über einen Windpark mit fünf Windrädern, welche ab 1998 errichtet wurden.

### Vereine
- Theatergruppe
- Union Tennis
- Union Stockschützen
- Landjugend
- Musikverein
- Freiwillige Feuerwehr
- Jäger
- Imker
- Öffentlicher Spielplatz
- Öffentliche Bibliothek
- Altschwendter Windradlplattler

## Politik

### Gemeinderat
Der Gemeinderat hat insgesamt 13 Mitglieder.
| Partei | 2021    | 2021    | 2015  | 2015    | 2009  | 2009    | 2003  | 2003    | 1997  | 1997 |
| Partei | Prozent | Mandate | %     | Mandate | %     | Mandate | %     | Mandate |       |      |
| ------ | ------- | ------- | ----- | ------- | ----- | ------- | ----- | ------- | ----- | ---- |
| ÖVP    | 50,10   | 7       | 40,72 | 5       | 45,82 | 7       | 49,77 | 7       | 63,10 | 9    |
| SPÖ    | 27,42   | 3       | 36,25 | 5       | 35,76 | 5       | 40,42 | 5       | 19,13 | 2    |
| FPÖ    | 22,47   | 3       | 23,03 | 3       | 12,85 | 1       | 9,81  | 1       | 17,77 | 2    |
| BZÖ    |         |         |       |         | 5,57  | 0       |       |         |       |      |

### Bürgermeister
Bürgermeister seit 1855 waren:
- 1855–1858 Georg Ungeringer
- 1858–1861 Georg Wetzlmayr
- 1861–1861 Georg Angeringer
- 1861–1867 Georg Ungeringer
- 1867–1870 Andreas Reisinger
- 1870–1873 Mathias Bauer
- 1873–1879 Johann Ungeringer
- 1879–1882 Johann Rökl
- 1882–1894 Johann Ungeringer
- 1894–1903 Anton Gruber
- 1903–1910 Ludwig Geisberger
- 1910–1912 Paul Wiesinger
- 1912–1919 Mathias Bauer
- 1919–1938 Franz Altmann
- 1938–1945 Anton Gradinger
- 1945–1948 Franz Altmann
- 1948–1971 Anton Lauber
- 1971–1997 Johann Etzl
- 1997–2003 Felix Perndorfer
- 2003–2020 Josef Söberl
- seit 2020 Roland Mayrhofer[9]

### Wappen
Das Gemeindewappen wurde 1981 verliehen: Blasonierung: Über blauem, in Spitze ausgezogenem Schildfuß in Gold ein schwarzer, oben je zweimal geasteter, schwebender Sparren. Die Gemeindefarben sind Schwarz-Gelb-Blau.
Der Sparren weist auf den Ortsnamen „Rodung durch Schwenden“ hin. Der Schildfuß symbolisiert die Wasserscheide zwischen Inn und Donau.

## Persönlichkeiten

### Ehrenbürger der Gemeinde
- 2021: Josef Söberl, Bürgermeister von Altschwendt 2003–2020[10]

### Söhne und Töchter der Gemeinde
- Franz Altmann (1885–1947), Bauer und Politiker
- Wolfgang Ries (* 1968), Amateurastronom, Astrofotograf und Entdecker von Kleinplaneten